# Vincenzo Cantiello
Vincenzo Cantiello, né le 25 août 2000 à Sant'Arpino en Italie, est un chanteur italien. Il fut le premier représentant de l'Italie au Concours Eurovision de la chanson junior lors de l'édition 2014, qu'il remporta avec sa chanson Tu primo grande amore (Toi, premier grand amour),.

## Jeunesse et débuts
Vincenzo Cantiello naît à Sant'Arpino, près de Naples. Il est le fils de Raffaele Cantiello et de Marianna Russo. Il commence à chanter dans sa jeune enfance, faisant partie de la chorale de son église. Il commencera à chanter en tant que soliste à l'âge de neuf ans.

## Carrière
Il participe à l'émission de variétés italienne Ti Lascio una Canzone, où il interprète plusieurs grands classiques de la chanson italienne. Il est par la suite sélectionné pour représenter l'Italie au Concours Eurovision de la chanson junior 2014 à Malte, où il interprétera sa chanson Tu Primo Grande Amore (Toi, premier grand amour). Il était d'ailleurs le seul soliste masculin de l'édition et de surcroît, le tout premier représentant de l'Italie au Concours. Sur les seize participants, il est le onzième à monter sur scène, entre les candidates monténégrines et la candidate arménienne. Il finit par remporter la compétition avec 159 points, soit douze points d'avance sur la Bulgarie et treize points d'avance sur l'Arménie.
Il a ensuite fait une apparition dans le Concours Eurovision de la chanson 2015 à Vienne en Autriche pour y être interviewé, puis il est également apparu dans l'édition suivante du Concours Eurovision de la chanson junior à Sofia en Bulgarie pour remettre le trophée à la gagnante, la maltaise Destiny Chukunyere.

## Discographie

### Singles
- 2013: Glitter and Gold
- 2014: Tu Primo Grande Amore
- 2015: All of Me
- 2016: Take Me to Church
- 2016: Summer Thrills (inclus dans l'album Never Too Much)

### Albums
- 2016: Never Too Much